# Thục nghi Hà thị
Thục nghi Hà thị (淑儀 河氏, ? - ?) là một trong số những hậu cung tần ngự của Triều Tiên Thành Tông.
Ban đầu là cung nữ, chỉ được phong Chính tứ phẩm Thục viên (淑媛) khi Thành Tông băng giá. Sau tấn tôn làm Tòng nhị phẩm Thục nghi (淑儀) Tiếp theo được tấn phong lên làm Hà Phi. Với Thành Tông chỉ có một vương tử, sau khi mất táng tại thành phố Cheonan, tỉnh Chungcheong Nam. Nhân Liệt Vương Hậu vô cùng ghét bà

## Gia quyến
- Phu: Triều Tiên Thành Tông
  - Tử: Quế Thành quân Lý Tuân (李恂, 1478 - 1504)